# انبعاثات غازات دفيئة
انبعاثات غازات الدفيئة انبعاثات لغازات الدفيئة تنشأ عن مجموعة واسعة من النشاطات البشرية التي تسبب التغير المناخي، إذ تزيد تراكيزها في الغلاف الجوي للأرض. تضم هذه الانبعاثات بشكل رئيسي انبعاثات ثنائي أكسيد الكربون من احتراق الوقود الأحفوري، كالفحم والبترول (يشمل النفط) والغاز الطبيعي بشكل رئيسي؛ ولكنها تشمل أيضًا إزالة الغابات وتغيرات أخرى في استخدام الأراضي. وجد استبيان أجري عام 2017 للشركات المسؤولة عن الانبعاثات في العالم أن 100 شركة كانت مسؤولة عن 71% من الانبعاثات العالمية المباشرة وغير المباشرة.
هناك عدة أنواع من غازات الدفيئة، لذا تنتج انبعاثات مختلفة عن القطاعات المختلفة. على سبيل المثال: المصدر الرئيسي لانبعاثات الميثان الناتجة عن الأنشطة البشرية هو الزراعة، يتبعها بفرق قليل تنفيس الغاز في حقول الغاز الطبيعي والانبعاثات الهاربة من صناعة الوقود الأحفوري. حصاد الرز التقليدي هو ثاني أكبر مصدر زراعي للميثان بعد المواشي، بأثر على المدى القريب يكافئ انبعاثات ثنائي أكسيد الكربون من كل قطاع الطيران. كذلك فإن الغازات المفلورة من وسائط التبريد تلعب دورًا كبيرًا في الانبعاثات الكلية الصادرة عن البشر.
بمعدلات الانبعاثات الحالية، يمكن لدرجات الحرارة أن تزداد بمقدار درجتين مئويتين (3.6 درجة فهرنهايت)، وهو المقدار الذي عينته اللجنة الدولية للتغيرات المناخية التابعة للأمم المتحدة حدًّا أعلى لتفادي المستويات «الخطرة»، بحلول عام 2036.